# クビンカI駅
クビンカI駅（ロシア語：Станция Кубинка I）はロシア連邦モスクワ州オジンツォフスキー市街地クビンカにある、ロシア鉄道の駅。モスクワ・スモレンスク鉄道とモスクワ大環状線が交わる駅で、エレクトリーチカ（近郊列車）が停車する。また、モスクワ・スモレンスク鉄道のクビンカ戦車博物館・パトリオット公園方面への支線が当駅から分岐しており、国際軍事技術展示会開催時のみ旅客列車が運行する。

## 沿革
1870年に駅開業。1899年から1900年にかけて、建築家ストルコフ・イワン・イワノビッチにより現在のレンガ造りの駅舎が建てられた。

## 駅構造
島式ホーム1面2線の他、駅舎に低床ホーム1面が隣接している地上駅。島式ホームは駅舎の外にある跨線橋を介して連絡している。
改札口は設けられていない。

### のりば
| 番線 | 列車             | 行き先                                           |
| ---- | ---------------- | ------------------------------------------------ |
| 1    | エレクトリーチカ | ドロホヴォ、モジャイスク、デトコヴォ方面         |
| 2    | エレクトリーチカ | クンチェフスカヤ、ベラルースキー、ポヴァロヴォII |

## 駅周辺
- クビンカビアトル（ショッピングセンター）

## 隣の駅
ロシア鉄道
モスクワ・スモレンスク鉄道本線
レックスエクスプレス
ゴリツィノ駅 - クビンカI駅 - トゥチコヴォ駅
エレクトリーチカ（各駅停車）
ポルトノフスカヤ駅 - クビンカI駅 - チャパエフカ駅
モスクワ・スモレンスク鉄道支線
国際軍事技術展示会時限定列車
クビンカI駅 - チェフニーチェスキー・ツェントル駅
モスクワ大環状線
エレクトリーチカ
クビンカII駅 - クビンカI駅 - 211km駅